# Доручак код Тифанија (новела)
Доручак код Тифанија је новела Трумана Капотеа објављена 1958. године. Главни лик је Холи Голајтли, једна од најпознатијих Капотеових творевина.

## Радња
У јесен 1943. године, неименовани наратор се спријатељује са Холи Голајтли. Њих двоје су подстанари у типичној њујоршкој згради на Ист Сајду на Менхетну. Холи, која има око 18–19 година, девојка је са села која се претвара у девојку из Њујорка и излази на отмена места. Она нема посао и живи од дружења са богатим мушкарцима који је изводе у клубове и ресторане, дају јој новац и скупе поклоне. Нада се да ће се удати за једног од њих. За Капотеа, Голајтлијева није проститутка, већ „америчка гејша“.
Холи воли да шокира људе пажљиво одабраним пикантеријама из личног живота и провокативним ставовима на различите теме. Током годину дана она се полако открива наратору који остаје фасциниран њеним необичним начином живота.

## Ликови
- Фред: наратор
- Холи Голајтли: протагонисткиња
- Џо Бел: бармен који познаје и Фреда и Холи
- Мег Вајлдвуд: Холина пријатељица, а у једном периоду и цимерка, модел и девојка која такође излази по кафићима како би упознавала мушкарце
- Расти Тролер: богаташ који се три пута разводио, веома познат у друштвеним круговима
- Жозе Ибара-Јегар: бразилски дипломата, партнер Мег Вајлдвуд, а касније и Холин партнер
- Доктор Голајтли: ветеринар из Тексаса за којег се Холи удала још као тинејџерка
- О.Џеј Берман: холивудски агент који је открио Холи и припремао је да постане професионална глумица
- Салваторе „Сали“ Томато: осуђивани рекеташ којег Холи посећује једном недељно у затвору „Синг Синг“
- Мадам Сафија Спанела: станарка у згради
- Господин И.Ј. Јуниоши: фотограф који живи у згради изнад Холи

## Процес објављивања
Доручак код Тифанија је првобитно продат Харперовом базару за 2.000 долара и био је намењен за објављивање у јулском издању 1958. године. Дејвид Ати, којег је ангажовао познати уметнички директор Харперовог базара Алексеј Бродович, требало је да га илуструје великим бројем фотомонтажа. Међутим, након што је објављивање заказано, корпорација Херст која је била издавач часописа сменила је дугогодишњег уредника Харперовог базара Кармела Сноуа, и извршни директори Херста су почели да траже да се промени оштар језик у новели.
До тада, Атијеве фотомонтаже су већ биле завршене, а Алис Морис, уредница за фикцију у Харперовом базару, испричала је како је Капоте у почетку одбијао да направи било какве промене, али је на крају попустио „делом зато што сам му показала слике... шест страница са прелепим фотографијама које дочаравају атмосферу дела“.
Ипак, Херст је наредио Харперовом базару да не објављује новелу. Језик и тема романа су и даље сматрани „неприкладним“, а постојала је забринутост да ће Тифани, значајан оглашивач, реаговати негативно. Капоте је, увређен, убрзо продао дело Есквајеру за 3.000 долара. Према сопственим речима, прецизирао је да „неће бити заинтересован ако [Есквајер]  не буде користио Атијеву [оригиналну серију] фотографија“. Писао је Расту Хилсу, уреднику за фикцију у Есквајеру: „Веома сам срећан што користите Атијеве слике јер мислим да су одличне. “ Али на његово разочарање, Есквајер је објавио само једну Атијеву слику на целој страници, док је још једна касније искоришћена за корице барем једног издања романа.
Роман се појавио у новембру 1958. године. Убрзо након тога, издавачка кућа Рендом Хаус је објавила збирку која је укључивала ову новелу и три Капотеове кратке приче, а сјајне критике су проузроковале да се продаја Есквајеровог издања вине до неба. И Ати и Бродович су наставили сарадњу с Капотеом на другим пројектима — Ати на књизи Brooklyn Heights: A Personal Memoir,  а Бродович на књизи Observations, које су обе објављене|1959]. године.
Ова збирка штампана неколико пута, а новела је укључена и у друге Капотеове збирке.
Оригинални Капотеов рукопис Доручка код Тифанија куцан на писаћој машини је једна аукцијска кућа из Њу Хемпшира ставила на продају у априлу 2013. године. Продат је предузетнику Игору Сосину, руском милијардеру, за 306.000 долара. Сосин је рекао да планира да га јавно изложи у Москви и Монте Карлу.

## Књижевни значај и пријем
У тексту „Доручак код Сали Боулс“, Ингрид Нортон из онлајн часописа Open Letters Monthly указала је на заслугу Кристофера Ишервуда, једног од Капотеових ментора, за стварање лика Холи Голајтли: „Доручак код Тифанија је умногоме Капотеова лична кристализација Ишервудове Сали Боулс. “ 
Капотеова тетка Мари Радисил напомиње да је Холи сродна душа Лили Џејн Бобит, главног лика из његове кратке приче „Children on Their Birthdays“. Она примећује да су оба лика „неухватљиве, неконвенционалне луталице, сањарке у потрази за некаквим идеалом среће“.
Сам Капоте је признао да му је Холи Голајтли омиљени лик који је створио.
Стил којим је роман написан подстакао је Нормана Мејлера да за Капотеа каже да је „најсавршенији писац његове [Мејлерове] генерације“, и додао да „не би променио ни две речи у Доручку код Тифанија“.

## Адаптације

### Филм
Филм Доручак код Тифанија из 1961. године, с Одри Хепберн у главној улози у режији Блејка Едвардса, слободна је адаптација ове новеле. Радња филма је пребачена из четрдесетих у 1960. годину. Осим тога, на крају филма протагониста и Холи се заљубљују и остају заједно, док у роману уоште не постоји љубавна веза — Холи једноставно напушта Сједињене Државе и наратор нема никакве податке о томе шта се с њом догодило од тада, осим фотографије дрвене фигуре с ликом који невероватно подсећа на Холи, пронађене неколико година касније у Африци. Поред тога, постоји и мноштво других измена, укључујући и  многе изостављене елементе у вези са радњом и главним ликом из новеле. Капоте је првобитно замислио Мерилин Монро у улози Холи и покушао је да утиче на студио да је ангажује, али је филм сниман у Парамаунту, и иако је Мерилин Монро глумила у независним филмовима, међу којима су и неки које је снимила за своју продукцијску кућу, и даље је била под уговором са студијом Твентит Сенчури Фокс и управо је завршила снимање филма Хајде да се волимо са Ивом Монтаном.

### Мјузикл
Мјузикл Доручак код Тифанија (познат и под називом Холи Голајтли) премијерно је изведен 1966. године у Бостону. Критичари су изразито негативно оценили представе, и иако га је Едвард Олби прерадио, скинут је с репертоара након само четири извођења.

### Телевизија
Три године после постављања мјузикла, Стефани Пауерс и Џек Крушен глумили су у адаптацији која се звала Холи Голајтли (1969).
Реч је о пилот-епизоди за Еј-Би-Сијев ситком који никад није продат. Крушенова улога је била заснована на Џоу Белу, значајном лику у Капотеовом роману, који је изостављен из филмске верзије.

### Представе
Постоје две позоришне адаптације новеле, и обе је режирао Шон Матијас. Прву је написао Семјуел Адамсон, а изведена је 2009. године у Краљевском Позоришту Хејмаркет у Лондону, са Аном Фрил у улози Холи Голајтли и Џозефом Кросом у улози Вилијама 'Фреда' Парсонса. Другу верзију је написао Ричард Гринберг 2013. Године за позориште Корт на Бродвеју, у њој су глумили Емилија Кларк као Холи Голајтли, Кори Мајкл Смит као Фред и Џорџ Вент као Џо Бел. Гринбергова драма је постављена у Великој Британији 2016. године као „представа са музиком“. Била је на репертоару у Краљевском Позоришту Хејмаркет у Вест Енду од јуна до септембра 2016. године.